# Shorthouse Records
Shorthouse Records to prywatna wytwórnia muzyczna Nika Kershawa. Studio zlokalizowane jest w Braintree,  w hrabstwie Essex (Wielka Brytania). W studiu wydano albumy "You've Got To Laugh" i "No Frills".